# Paesaggio dipinto con il tè
Paesaggio dipinto con il tè (Serbo: Предео сликан чајем o Predeo slikan cajem) è un romanzo dello scrittore serbo Milorad Pavić, pubblicato nel 1988.
In Italia è stato tradotto e pubblicato da Garzanti nel 1991 e non è stato più ristampato.
Il romanzo (così come gli altri scritti di Pavić) non segue una struttura classica (lettura dalla prima all'ultima pagina) ma si avvale piuttosto di una struttura ergodica (non si deve necessariamente leggere dalla prima all'ultima pagina ma si può seguire un ordine diverso).
La prima parte del romanzo segue le vicende dell'architetto Atanasio Svilar che cerca di capire come mai, seppur capace nel proprio mestiere, non sia mai riuscito a costruire un edificio. Per farlo seguirà le orme del padre che, disertore, era scomparso durante la Seconda Guerra Mondiale e si era probabilmente rifugiato nel Monastero di Hilandar sulle pendici del Monte Athos.
La seconda parte è presentata come un cruciverba da risolvere. Ogni successivo capitolo è affidato come definizione delle caselle orizzontali e verticali, ed al lettore è lasciata la libertà di proseguire la storia come meglio crede, seguendo i capitoli che preferisce.